# Swel et Imad Noury
Pour les articles homonymes, voir Noury.
Swel (1978) et Imad Noury (1983) sont deux réalisateurs marocains de cinéma nés à Casablanca (Maroc).

## Biographie
Ils sont Marocains par leur père (qui n'est autre que le réalisateur et acteur Hakim Noury) et Espagnols par leur mère (Maria Pilar Cazorla, productrice de cinéma).
Les deux frères ont réalisé ensemble trois courts métrages et un premier long métrage filmé en mai 2004 après des mois de préparation et avec un minuscule budget de 2 millions de dirhams, en 2006 intitulé Heaven's door, avec comme acteur Hakim Noury, Amidou, Rabie Kati, Latefa Ahrrare, Rachid El Ouali.
Swel et Imad n'envisagent pas de travailler l'un sans l'autre et, précisent-ils lors d'une interview pour un journal marocain, « Tant que la somme de nous deux sera supérieure à ce que fait chacun, il n'y a pas de raison de l'envisager », estiment les coéquipiers. C'est également en tant que paire qu'ils ont réalisé ensemble des clips publicitaires en Espagne.

## Filmographie
- Coupable
- No secrets (2001)
- Album de Familia (2002)
- Heaven's door (2006)
- The man who sold the world (2008)